# Johann Adam Birkenstock
Johann Adam Birkenstock (né le 19 février 1687 et mort le 26 février 1733) est un compositeur allemand et l'un des violonistes les plus importants de son temps[non neutre][source secondaire souhaitée].

## Biographie
Jeune, Birkenstock étudie avec Ruggiero Fedeli à Cassel et complète rapidement ses connaissances à Berlin avec Jean-Baptiste Volumier, à Bayreuth avec Fiorelli, puis à Paris en 1708 avec François Duval. Il rentre à Cassel et devient membre de la chapelle jusqu'en 1722, année où il entame un tournée de concerts dans les Pays-Bas. On lui propose un poste dans la suite du roi du Portugal mais il décline l'offre et rentre à Cassel où il est nommé « maître de concert » (Konzertmeister) de la chapelle locale en 1725. À la mort du landgrave de Cassel en 1730, il déménage à Eisenach où il devient maître de chapelle à la cour.

## Œuvres
- Sinfonia, en ré majeur ;
- Douze sonates, opus 1, pour violon et basse continue (Amsterdam, 1722) ; (perdues)
- Six sonates, pour deux violons et basse continue.

## Source de traduction
- (en) Cet article est partiellement ou en totalité issu de l’article de Wikipédia en anglais intitulé « Johann Adam Birkenstock » (voir la liste des auteurs).